# Traqués (film, 1934)
Pour le film de John Polson sorti en 2009, voir Traqués.
Traqués (titre original : Woman in the Dark) est un film américain réalisé par Phil Rosen sorti en 1934.

## Synopsis
Sorti de prison sur parole, John Bradley envisage de vivre seul tranquillement dans une cabane à la campagne. Il y reçoit la visite de la fille du shérif, Helen Grant, à cause de laquelle il s'était battu et avait accidentellement tué un homme dans le passé. Alors qu'il tente de la persuader de partir, une belle femme échevelée en tenue de soirée fait irruption. Il s'agit de Louise Loring, qui s'est enfuie à pied de son riche "protecteur", Tony Robson.
Avec son acolyte Conroy, Robson poursuit Louise et Conroy tire sur le chien de Bradley. Bradley assomme Conroy, qui tombe et se blesse gravement à la tête. Robson le rapporte au shérif local, qui veut que Bradley retourne en prison. Informés par Helen, Bradley et Louise s'enfuient dans l'appartement new-yorkais d'un ancien compagnon de cellule, Tommy Logan, et y tombent amoureux.
Traqué par la police, Bradley s'enfuit avec une balle dans l'épaule. Pendant ce temps, Robson a accusé Louise de vol afin de retrouver sa trace puis tente de la persuader de revenir vers lui. Puisqu'il est de nature vindicative et qu'elle le soupçonne d'essayer de nuire davantage à Bradley, elle accepte. Bradley arrive avec Tommy Logan pour une confrontation au moment même où Robson décide d'assassiner Conroy afin d'aggraver l'affaire apparente contre Bradley. Les deux font irruption et exposent son complot au dernier moment.

## Fiche technique
- Titre original : Woman in the Dark (autre titre Woman in the Shadows)
- Réalisation : Phil Rosen
- Scénario : Sada Cowan,  Charles Williams, Marcy Klauber, d’après la nouvelle homonyme de Dashiell Hammett
- Photo : Joseph Ruttenberg
- Montage : William Thompson
- Son : Daniel J. Bloomberg
- Producteur : Burt Kelly
- Pays de production :  États-Unis
- Durée : 68 minutes
- Couleur : Noir et blanc
- Dates de sortie : 
  - États-Unis : 9 novembre 1934
  - France : 19 juillet 1935

## Distribution
- Fay Wray : Louise Loring
- Ralph Bellamy : John Bradley
- Melvyn Douglas : Tony Robson
- Roscoe Ates : Tommy Logan
- Ruth Gillette : Lil Logan
- Joe King : Détective
- Nell O'Day : Helen Grant
- Frank Otto : Kraus
- Reed Brown Jr. : Conroy
- Granville Bates : Sheriff Grant
- Charles Williams : Clerk
- Frank Shannon : Directeur de la prison
- Cliff Dunstan : Docteur